# Гранада (провінція)
Грана́да (ісп. Granada, іноді в старих текстах — Гренада) — провінція на півдні Іспанії у складі автономного співтовариства Андалусія. Вона межує з провінціями Альбасете, Мурсія, Альмерія, Хаен, Кордова, Малага і Середземним морем. Адміністративний центр — Гранада.
Площа провінції — 12 531 км². Населення — 907 428 чол., близько 30 % яких живе у столиці, густота населення — 72,41 осіб/км². Адміністративно поділяється на 168 муніципалітетів.
На території провінції розташована найвища гора на Іберійському півострові — Муласен (висота 3 478,6 м).